# Ленц, Марлен
Марлен Ленц (нем. Marlene Lenz; род. 4 июля 1932, Берлин, Германия) — немецкий политический деятель и переводчик, депутат Европейского парламента (1979—1999).

## Биография
Родилась 4 июля 1932 года в Берлине, вторая из четырех детей юриста Отто Ленца и его жены Мариелизы, урожденной Пол.
Марлен и ее семья переехали в Мюнхен в 1946 году. Ленц изучала экономику и языки в Гейдельбергском университете с 1951 по 1953 год, получив диплом дипломированного переводчика с английского и французского языков.

## Карьера
Первой работой Ленц была должность переводчика во Французском Европейском союзе с 1954 по 1956 год. В 1968 году Ленц присоединилась к федеральному офису Христианско-демократического союза Германии в качестве сотрудника по делам женщин. Ленц работала консультантом в Управлении партии по международным отношениям в 1972 году и была научным сотрудником комиссии по расследованию деятельности женщин и общества в Бундестаге.
На выборах в Европейский парламент 1979 года в Западной Германии она была избрана его членом от Западногерманского избирательного округа и вступила в должность 17 июля 1979 года. Ленц была одной из двенадцати немецких женщин-политиков, прошедших в Европейский парламент через выборы. Она была членом Европейской народной партии. Ленц являлась членом Комитета по внешним экономическим связям, Комитета по политическим вопросам и делегации по связям с Кипром, а также заместителем председателя Комитета по расследованию положения женщин в Европе во время своего первого срока. Ленц продолжала работать в качестве члена Комитета по политическим вопросам, но также стала членом Делегации по связям со странами Южной Америки и Делегации по связям со странами Центральной Америки. Она была заместителем Комитета по окружающей среде, общественному здравоохранению и защите прав потребителей и Комитета по внешним экономическим связям, а также была заместителем председателя Комитета по правам женщин с 26 июля 1984 года по 20 января 1987 года.
Она была переизбрана на третий срок в Европейский парламент на выборах 1989 года от Западной Германии. Ленц избралась на четвертый срок в Европейском парламенте на выборах 1994 года. Она была членом, а затем председателем Подкомитета по правам человека.
Марлен Ленц ушла в отставку с поста депутата Европарламента 19 июля 1999 года.

## Личная жизнь
Ленц проживает в Бонне, не замужем.
В 1990 году Ленц была награждена Офицерским крестом ордена «За заслуги» Федеративной Республики Германия, Командорского креста того же ордена.